# NGC 4431
NGC 4431 (другие обозначения — UGC 7569, MCG 2-32-62, ZWG 70.94, VCC 1010, PGC 40852) — линзообразная галактика (S0) в созвездии Дева.
Этот объект входит в число перечисленных в оригинальной редакции «Нового общего каталога».
Является карликовой галактикой с перемычкой, испытывает приливное взаимодействие со стороны своего соседа, NGC 4436.